# استیسی میلبرن
استیسی پارک میلبرن (انگلیسی: Stacey Park Milbern؛ ۱۹ مه ۱۹۸۷ – ۱۹ مه ۲۰۲۰) یک زن شاعر، وبلاگ‌نویس و فعال کره‌ای-آمریکایی حقوق معلولان بود. او به ایجاد جنبش عدالت معلولان کمک کرد و از رفتار منصفانه با افراد معلول حمایت می‌کرد.
وی بین سال‌های ۲۰۰۳ تا ۲۰۲۰ میلادی فعالیت می‌کرد.

## تجلیل
در ۱۹ مه ۲۰۲۲ گوگل دودل با قراردادن تصویری از میلبرن به‌مناسبت تولد ۳۵ سالگی او از وی تجلیل کرد.